# Sjöräddningsenhet
Sjöräddningsenhet är ett fartyg som ingår i den organiserade sjöräddningen.